# Франс Альфред Менг
Франс Альфред Менг (нід. Frans Alfred Meeng; нар. 18 січня 1910, Голландська Ост-Індія — 18 вересня 1944, ?) — індонезійський футболіст, півзахисник.

## Життєпис
У 1938 році грав за індонезійський клуб СВБ (Батавія).
Виступав за збірну Голландської Ост-Індії. У 1934 році брав участь у Далекосхідних іграх, де зіграв у 2-ох з 3-ох поєдинків своєї збірної. Після цього відлетів до Нідерландів, де взяв участь у двох контрольних матчах Голландської Ост-Індії проти нідерландських клубів (ГБС Ден Гааг та ГФК Гарлем). У 1938 році головний тренер збірної Йоганнес Христоффел Ян ван Мастенбрук викликав Менга на чемпіонат світу, який проходив у Франції і став першим мундіалем для Голландської Ост-Індії та Індонезії в історії. На турнірі команда зіграла одну гру, 5 червня 1938 року в Реймсі, в рамках 1/8 фіналу, в якому вона поступилася майбутньому фіналісту турніру Угорщині (0:6). Менг взяв участь у цьому матчі. 26 червня, після повернення з мундіалю, зіграв контрольний поєдинок проти збірної Нідерландів, в якому Голландська Ост-Індія поступилася з рахунком 2:9. Загалом у футболці національної збірної зіграв 4 матчі.
Під час Другої світової війни служив санітаром на Королівському флоті Нідерландів. Загинув на японському судні «Дзюнйо-мару», яке перевозило полонених і на примусові роботи і торпедованому британським підводним човном.